# Sam il selvaggio
Sam il selvaggio (Savage Sam) è un film del 1963 diretto da Norman Tokar.